# Table des Chasseurs
La Table des Chasseurs est un dolmen situé à Saint-Martin-Sainte-Catherine, dans le département de la Creuse, en France. Elle se caractérise notamment par sa table de couverture disproportionnée par rapport à son support.